# Jason Acuña
Jason Bryant Acuña, szerszej publiczności znany jako Wee Man (ur. 16 maja 1973 w Pizie) – amerykański kaskader, profesjonalny skateboarder i osobowość telewizyjna.
Cierpi na achondroplazję, która jest przyczyną jego karłowatości. Był gwiazdą telewizyjnych reality show MTV Jackass (2000–2002) i pseudoprzyrodniczego programu MTV Wild Boyz (2003–2006), prowadzonego przez Steve-O i Chrisa Pontiusa. 

## Wybrana filmografia
- 2002: Jackass – świry w akcji (Jackass: The Movie)
- 2003: Grind
- 2004: Bashing
- 2006: Jackass: Numer dwa (Jackass: Number Two)
- 2007: Jackass: 2.5
- 2010: Jackass 3-D
- 2011: Jackass 3.5
- 2012: Elf-Man